# Pokasin
 Pokasin  falu Horvátországban Zágráb megyében. Közigazgatásilag Gradechez tartozik.

## Fekvése
Zágrábtól 46 km-re, községközpontjától  6 km-re északkeletre, a megye északkeleti határán fekszik.

## Története
A településnek 1857-ben 89, 1910-ben 126 lakosa volt. Trianonig Belovár-Kőrös vármegye Kőrösi járásához tartozott. 2001-ben 54 lakosa volt.

## Lakosság
| Lakosság változása | Lakosság változása | Lakosság változása | Lakosság változása | Lakosság változása | Lakosság változása | Lakosság változása | Lakosság változása | Lakosság változása | Lakosság változása | Lakosság változása | Lakosság változása | Lakosság változása | Lakosság változása | Lakosság változása |  |
| ------------------ | ------------------ | ------------------ | ------------------ | ------------------ | ------------------ | ------------------ | ------------------ | ------------------ | ------------------ | ------------------ | ------------------ | ------------------ | ------------------ | ------------------ |  |
| 1857               | 1869               | 1880               | 1890               | 1900               | 1910               | 1921               | 1931               | 1948               | 1953               | 1961               | 1971               | 1981               | 1991               | 2001               |  |
| 89                 | 73                 | 85                 | 92                 | 126                | 126                | 109                | 122                | 116                | 127                | 106                | 91                 | 74                 | 60                 | 54                 |  |

## Nevezetességei
A falutól nyugatra fekvő szőlőhegy régi borospincéivel, régi temetőjével és Keresztelő Szent János kápolnájával.

## Külső hivatkozások
Gradec község hivatalos oldala